# Navidad (Chile)
Navidad es una de las seis comunas de la provincia Cardenal Caro, en la Región del Libertador General Bernardo O'Higgins, en la zona central de Chile.
La comuna limita por el norte con las comunas de Santo Domingo de la Región de Valparaíso y con la comuna de San Pedro; por el este y el sur con la comuna de Litueche y por el oeste el Océano Pacífico. La localidad cuenta aproximadamente con 20 kilómetros de costa.

## Etimología
La tradición oral nos relata que a mediados del siglo XVI llegan a Puerto de Matanzas los primeros religiosos franciscanos, en vísperas de la Navidad. Pernoctan por algunos días y aprovechan la ocasión de celebrar el nacimiento del niño Jesús a la manera franciscana, es decir, representándolo en un pesebre. Por lo hermoso del lugar, la importancia de la fecha y la gran devoción mostrada por los lugareños, este lugar se denominó «Valle de Navidad».
En 1585, el franciscano Fray Diego de Medellín, tercer obispo de Santiago, considerado como el verdadero organizador de la iglesia en el país, preocupado por el trato que recibían los naturales en esa época, recorría con frecuencia su jurisdicción. De uno de sus viajes, escribía al Rey de España, diciéndole que había recorrido toda su jurisdicción, visitando los pueblos de Navidad, Matanzas, Licancheu, Purrapel, Rapel, Rapelauquén. Estos antecedentes avalan la raíz del nombre Navidad.
Otra versión, señala que en 1619, los jesuitas serían los responsables del nombre, basándose en la relativa cercanía de su convento situado en Bucalemu (actualmente comuna de Santo Domingo). Los primeros misioneros jesuitas enseñaron a los indígenas la doctrina cristiana a través del verso (la décima) y así se generó el canto a lo divino. Este abarca los temas o fundamentos bíblicos o de carácter religioso, por ejemplo: la creación del mundo, el nacimiento de Cristo, la Virgen María, los Santos, etc. padre Miguel Jordá nos dice lo siguiente. Dice el historiador padre Walter Hanisch S.J. en el libro Historia de la Compañía de Jesús en Chile que en el año 1919 don Sebastián García Garreto (en el colegio de Bucalemu hay un cuadro colonial que representa eso) fundó en Bucalemu una casa de misioneros que recorrieran todo el país, desde el río Choapa hasta el Maule, predicando a los indígenas.
De gran influencia, los jesuitas desarrollaron una importante labor misionera y social. Instruían a los lugareños en las letras y los oficios; de estos, sobresale la fabricación de tinajas y ollas de greda. En el sector de El Maitén (Las Molinas), presumiblemente existió una fábrica, dirigida por los religiosos.

## Orígenes e historia

### sigloXVIII
En el siglo XVIII formaba parte del "camino costino o de la sal", que partía desde Valparaíso pasando por Casablanca, Llolleo y Santo Domingo. A Colchagua ingresaba por Navidad y Rapel, hasta llegar a la laguna de Cáhuil, Boyeruca y Bucalemu. De las salinas de esta zona llevaban la sal a la capital y de ahí su nombre. Seguía la Ruta del Camino del Inca Costero o de los Polleros. En la comuna nació el bisabuelo de la ex presidenta de la República Michelle Bachelet y el primer ingeniero agrónomo de Chile, Máximo Jeria.
En los límites territoriales de lo que hoy es la comuna de Navidad o en sus cercanías han ocurrido algunos acontecimientos que están registrados en la historia, como también algunas personas que han hecho historia.
Matanzas fue invadido por los Piratas, quienes vencieron a la flota española anclada en el puerto expulsándola. Quedan vestigios de ello en los esqueletos de los barcos hundidos frente a la localidad de Lagunillas a escasos metros de la playa.
Después de la batalla de Maipú, ocurrida el 5 de abril de 1818, parte del ejército realista, derrotado, y al mando de Mariano Osorio, huye hacia Talcahuano, pasando por Navidad.
Durante la Guerra Civil de Chile (1829-1830), tropas leales a Ramón Freire y al mando de José Rondizzoni, provenientes de la provincia de Coquimbo, desembarcaron en Matanzas, desplazándose hasta Talca por el camino Real que comunicaba Matanzas con San Fernando. En abril de 1830, se enfrentaron con las tropas de Joaquín Prieto en la Batalla de Lircay.
En la localidad vecina de Topocalma, se registran dos hechos de relevancia que causaron gran conmoción en el siglo XIX:
1. En este lugar se fraguó el asalto a la HMS Scorpion, en que las autoridades de la época, entre ellas el último Gobernador español Francisco García Carrasco, se vieron involucradas en el asesinato de la tripulación y posterior robo de la mercadería de la embarcación en lo que fue el más famoso escándalo de la Colonia.
2. Aquí ocurrió la captura de Vicente Benavides, chileno traidor, que se convirtió en montonero, luchando contra los patriotas, después de haber sido perdonado por José de San Martín y haberle entregado un batallón a su mando.

El 14 de agosto de 1867, el actual territorio que comprende la Comuna de Navidad, se definió por primera vez como Subdelegación N.º 15 del Departamento de San Fernando, antigua provincia de Colchagua, quedando conformado por los Distritos: N.º 1 San Vicente, N.º 2 Rapel, N.º 3 Licancheu, N.º 4 Navidad, N.º 5 Pupuya y N.º 6 Tumán.
El 22 de diciembre de 1891 el presidente Jorge Montt crea la comuna de Matanzas, con el territorio de la subdelegación, que siguió existiendo paralelamente hasta el 1 de febrero de 1928, cuando un decreto del Presidente de Chile Carlos Ibáñez del Campo fusionó la comuna de Matanzas con la de Rosario Lo Solís, ahora en el departamento de Santa Cruz.
Francisco Astaburoaga en 1899 en su Diccionario Geográfico de la República de Chile: 470  escribió sobre el lugar:

Navidad.-—Aldea del departamento de San Fernando que yace en los 33º 57' Lat. y 71º 51' Lon. inmediata á la banda sur de la boca del río Rapel y junto á la costa del Pacífico, donde se halla una abierta caleta. Está vecina al O. de Licanchén, que la ha sustituido como asiento de parroquia y al NE. de Matanzas, quedando distante hacia el NO. de su capital, la ciudad de San Fernando. Contiene 579 habitantes, escuela gratuita, correo y una pequeña iglesia.

Posteriormente, el geógrafo Luis Risopatrón lo describe a Navidad como una ‘aldea’ en su libro Diccionario Jeográfico de Chile en el año 1924:: 580 

Navidad (Aldea) 33° 56' 71° 52'. Cuenta con servicio de correos i escuela pública i se encuentra en la costa de la bahía del mismo nombre.

El 28 de septiembre de 1936 se restaura la comuna, esta vez con la denominación de Navidad, localidad que había sido cabecera comunal de la antigua Matanzas. En 1942 pasa al departamento de San Antonio, antigua provincia de Santiago. El 1 de enero de 1976, al producirse la regionalización, pasa a la nueva provincia de Colchagua. Por decreto de octubre de 1979, la comuna de Navidad pertenece a la provincia Cardenal Caro, Región del Libertador General Bernardo O'Higgins.

## Medio ambiente

### Geomorfología y componentes abióticos

Trazado simplificado de los ecosistemas y cuerpos de agua presentes en la comuna de Navidad.

La comuna de Navidad se encuentra emplazada en las unidades geomorfológicas de Planicie marina o fluviomarina, Cordillera de la costa y Farellón costero; y presenta según la clasificación climática de Köppen clima mediterráneo de lluvia invernal e influencia costera (Csb (i)). Esta además se halla entre las cuencas hidrográficas de Costeras del río Rapel y Estero Nilahue y río Rapel. Además, la comuna posee diversos cuerpos de agua, entre los que se destacan el río Rapel.

### Componentes bióticos
Dentro del territorio de la comuna se puede encontrar el siguiente ecosistema:
- Bosque espinoso mediterráneo costero donde predominan Acacia caven y Maytenus boaria (Vulnerable)

### Medidas de protección ambiental y conflictos socioambientales
Hasta 2022, la comuna de Navidad cuenta con las siguientes zonas que poseen algún nivel de protección ambiental:
- Estuario Río Rapel (Sitios ERB)[14]
- Humedal La Vega de Pupuya (Humedal urbano)[15]
- La Boca de Navidad (Sitios ERB)[16]
- Las Brisas Topocalma (Sitios ERB)[17]
- Navidad Tanumé (Sitios ERB)[18]
- río Rapel (Sitios ERB)[19]

En la zona costera de la comuna hay un Santuario de la Naturaleza, declarado como tal en 2013, llamado «Bosque de Calabacillo de Navidad». Este es formado por conjunto de algas pardas (Macrocystis pyrifera).

## Demografía
La comuna de Navidad abarca una superficie de 300 km² y una población de 5422 habitantes (INE 2002), correspondientes a un 0,0068 % de la población total de la región y una densidad de 18,05 hab/km². Del total de la población, 2544 son mujeres (46,92 %) y 2.878 son hombres (53,08 %). Un 86,87 % (4.710) corresponde a población rural y un 13,13 % (712) a población urbana.
En los últimos años, la comuna ha sufrido las consecuencias del bum inmobiliario del borde costero, a través de parcelaciones y remociones de dunas. En esta comuna se han apreciado conflictos relacionados con el estado de los caminos rurales, el acceso de vehículos a las playas, incendios en zonas de monocultivos, entre otros asuntos ligados al crecimiento de fenómenos de urbanización y turismo desregulado.

### Localidades
Algunas de las localidades que componen esta comuna son: Rapel, Licancheu, Culenar, Navidad, Las Brisas, La Boca, Matanzas, Pupuya, Pupuya Sur, El Fullingue, Centinela, El Manzano, Las Piedras, Tumán, Alto Tumán, La Polcura, Valle Negro, Puertecillo, Valle Hidango, San Vicente de Pucalán, La Aguada, Lagunillas, El Chorrillo, Potrero de San Rafael, La Patagûilla, El Maitén y La Vega de Pupuya
Esta localidad es paso obligado para dirigirse a los balnearios de La Boca, Matanzas, Las Brisas, Puertecillo y Topocalma. Además es una alternativa para llegar a Litueche y Pichilemu.
La principal actividad laboral es el comercio, la pequeña agricultura, la pesca, la silvicultura y el ecoturismo que se desarrolla en los balnearios de la comuna.

## Administración

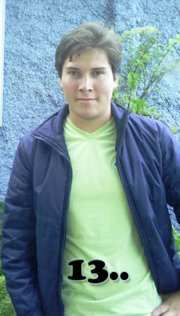
El alcalde de Navidad, Yanko Blumen (2011).

### Municipalidad
La Municipalidad de Navidad para el periodo 2021-2024 es dirigida por el alcalde Yanko Antonio Blumen Antivilo (Independiente - Chile Digno Verde y Soberano) y el concejo municipal conformado por los concejales:
PCCh (1):
- Carlos Patricio Catalán Núñez

RN (1):
- Hernán Enrique Pino Farías

UDI (1):
- Lautaro Cristian Farías Ortega

Frente Amplio (1):
- Vanessa Carolina Meléndez Orellana (IND - Frente Amplio)

PPD (1):
- Magaly Castillo Cruz

PS (1):
- Waldo Ugarte Varas

### Representación parlamentaria
Navidad forma parte de la circunscripción senatorial VIII y del distrito electoral 16. Es representada en la Cámara de Diputados del Congreso Nacional por los siguientes diputados:
- Carla Andrea Morales Maldonado (RN)
- Eduardo Cornejo Lagos (UDI)
- Cosme Mellado Pino (Partido Radical de Chile)
- Félix Bugueño Sotelo (Federación Regionalista Verde Social)

En el Senado, la representan:
- Javier Macaya Danús (UDI)
- Juan Luis Castro González (PS)
- Alejandra Sepúlveda Orbenes (Federación Regionalista Verde Social)

## Economía

### Turismo
Es un lugar ideal para practicar diversos deportes, ciclismo, descenso en bicicleta, ecoturismo, birdwatching, capturas fotográficas, paseos en lancha, pesca recreativa, entre otros. También es destacable el potencial que tiene la comuna para realizar prácticas agroecológicas educativas y productivas. 
La comuna tiene importantes componentes geológicos, geomorfológicos y ambientales, ideales para ser estudiados y recorridos. 
En años anteriores, se ha realizado evento de difusión llamado Expo Navidad, junto con eventos vinculados a costumbres chilenas y locales tales como cuecas. Se ha apreciado en los últimos años una especie de desplazamiento de actividades huasas y costumbristas, por actividades traídas por turistas. 
Su período de lluvias comienza en abril y finaliza a mediados de octubre. En el sector costero corre mucho viento y fuerte oleaje, condición ideal para la realización de deportes náuticos extremos, por lo cual la comuna ha sido sede de eventos nacionales y mundiales de dichos deportes (windsurf, entre otros).

## Cultura

### Mitos y leyendas
Colindando con Topocalma se encuentra el pequeño poblado que hoy se llama «Paso del Soldado». La tradición cuenta que un soldado leal a Vicente Benavides fue gravemente herido y dejado abandonado, pensando que estaba muerto. Un matrimonio de ancianos del lugar lo recogió y lo cuidó hasta que sanó. Un día cualquiera, sin aviso, desapareció. Antes de irse, confesó a los ancianos que en un lugar donde se unen tres cerros, está enterrado un riquísimo tesoro perteneciente a Benavides.
Todavía hay quienes buscan el tesoro. Aparentemente se encuentra en una caverna en Puertecillo llamada la cueva del Chivato.

### Cultura científica
El atractivo científico, por su especial conformación geológica (Formación Navidad), hizo posible que a mediados del siglo XIX visitara Navidad el célebre naturista inglés Charles Darwin, como parte de su recorrido por el mundo.
También visitó esta tierra el científico francés Claudio Gay, contratado por el gobierno de Chile en la primera mitad del siglo XIX para hacer un estudio sobre la geografía, flora y fauna del país. Asimismo, posteriormente estuvo el geólogo alemán Rodolfo Philippi, también contratado por el gobierno chileno.

## Medios de comunicación

### Radioemisoras
FM
- 88.1 MHz - Radio Sensación Plus
- 90.1 MHz - Radio Karibeña
- 91.9 MHz - Radio Movidita
- 93.7 MHz - Radio Entre Olas
- 96.5 MHz - Radio Sensación